# Хирам (бригада)
Хира́м (ивр. עוצבת חירם‎, также бригада 769) — израильская территориальная бригада, находящаяся в составе дивизии Ха-Галиль в Армии обороны Израиля, которая отвечает за постоянную безопасность в восточном секторе границы между Израилем и Ливаном, в секторе, который включает, среди прочего, Галилейский выступ, хребет Рамим и гору Дов.
Основная база бригады расположена на военной базе Гибор на севере Кирьят-Шмоны и включает в себя профессиональные роты и подразделения, такие как медицинская рота, рота связи и мастерская по техническому обслуживанию автомобилей.
Бригада участвовала в операции «Литани», Первой ливанской войне, Второй ливанской войне, а также участвовала в боях в полосе безопасности.

## История

### Создание бригады
Вскоре после войны Судного дня военный округ Мирон отвечал за текущую деятельность по обеспечению безопасности на ливанской границе от склонов Хермона до Рош-Ха-Никра. С ростом террористической активности после войны, ливанский пограничный сектор был разделён на два военных округа: военный округ Мирон, отвечавший за восточный сектор, стал территориальной бригадой 769, а на участке от мошава Авивим до Рош-Ха-Никра, в июне 1974 года была создана воинская часть «Бирнит» (позже ставшая бригадой Ровоам).
Бригада имеет в резерве ещё один пехотный батальон — 920-й батальон.

### Ливанская война
6 июня бригада Хирам под командованием Шауля Мофаза была подчинена дивизии Гааш, перед бригадой была поставлена задача форсировать Литани по Горчичному мосту в сторону Эн-Набатия. Но из-за препятствия на основных направлениях, бригада не смогла продвигаться к Эн-Набатии, при этом создавая большое облегчение для других сил дивизии в районе моста Акия. На следующий день, 7 июня, после взятия Бофорта бригадой Голани, бригада Хирам вместе с отрядом под командованием заместителя командира бригады Голани Габи Ашкенази продвинулась в сторону города Набатия, и к вечеру город был занят. В тот же вечер бригада вместе с остальными бригадами дивизии прибыла на подступы к Сидону и соединилась с прибывшей с юга по прибрежному направлению 211-й бригадой и силами 96-й дивизии, высадившимися с моря у реки Авали. 9 июня бригада была снова подчинена дивизии Ха-Галиль, и ей была поставлена задача очистить район Набатии, бригада выполнила задачу в течение следующей недели.